# Schlosstheater Český Krumlov

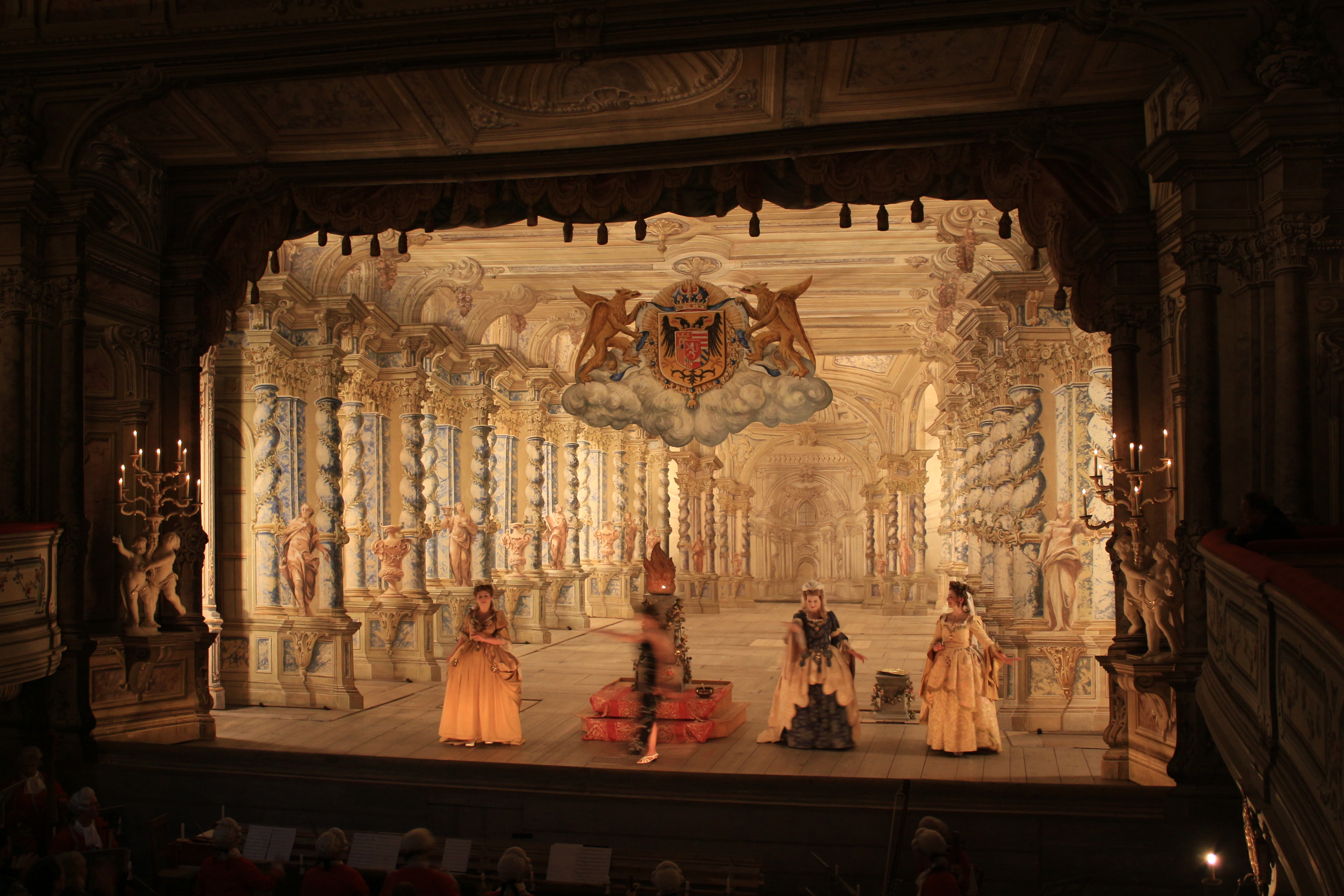
Schlosstheater Český Krumlov

Das Schlosstheater Český Krumlov ist ein Barocktheater mit originaler Bühnenmaschinerie und Originalkulissen. Es befindet sich im fünften Hof des Schlosses Český Krumlov, wo es mit seiner originalen Ausstattung und Einrichtung besichtigt werden kann. Im Jahr 1989 wurde die barocke Theaterausstattung zum Nationalen Kulturdenkmal Tschechiens erklärt.

## Geschichte
Ab 1675 stand mit den Fürstlich Eggenbergischen Hofkomödianten ein ständiges Schauspielerensemble in den Diensten von Johann Christian von Eggenberg (1641–1710). Am 1. Mai 1676 wurden Johann Georg Gettner (1641–1696) und Johann Carl Samenhammer (1648–1728) als künstlerische Leiter der Fürstlich Eggenbergischen Hofkomödianten eingesetzt. Im Auftrag des Fürsten, der ein großer Kunstliebhaber und Mäzen war, wurde 1680–1682 das Theater als feste Spielstätte für die Hofkomödianten errichtet. Durch die von Josef Adam von Schwarzenberg beauftragten Umbauten in den Jahren 1765 und 1766 erhielt das Theater seine heutige Form. Das Theater wurde nach dem Tod des Fürsten nur mehr selten bespielt und blieb deshalb vor weiteren Umbauten verschont, wodurch die beinahe vollständige barocke Einrichtung erhalten blieb.

### Repertoire
Das Repertoire der Krumauer Bühne setzt sich im 17. und 18. Jahrhundert aus Texten verschiedener Provenienzen und Rezeptionsphasen zusammen: Es gab Restbestände von Importen der englischen Komödianten, darunter etwa Shakespeares Romeo und Juliet und Lier sowie Prosaübersetzungen von Spitzentiteln der holländischen und vor allem italienischen Dramenliteratur (mehrere von Giacinto Andrea Cicognini (1606–1651)). Aber auch Bearbeitungen italienischer Opernlibretti, die dem Fürsten als Abglanz der venezianischen Musikszene willkommen waren.
Durch die Pestnot und Türkengefahr kam es zu einer Abwanderung des ambulanten Bühnenwesens. Das Krumauer Theater war dadurch geraume Zeit vom professionellen Textvertrieb abgeschnitten und entwickelte einen gewissen Archaismus des Repertoires.

### Uraufführungen
Am 24. Juli 1768 dirigierte Giuseppe Scarlatti die Erstaufführung seiner Oper Dove è amore è gelosia, die Joseph I. von Schwarzenberg anlässlich der Hochzeit seines Sohnes Johann I. von Schwarzenberg mit Marie Eleonore zu Oettingen-Wallerstein bei ihm in Auftrag gegeben hatte. Die Trauung selber hatte am 14. Juli 1768 im Schloss Schönbrunn in Wien stattgefunden. Mit der Wiederaufführung dieser Oper wurde das Schlosstheater 2011 im Beisein des damaligen tschechischen Außenministers Karel Schwarzenberg nach einer gründlichen Renovierung wieder in Betrieb genommen.

## Barockbühne
Das Schlosstheater umfasst eine der zwei weltweit noch original erhaltenen Barockbühnen, deren Bühnenmaschinerie voll funktionsfähig ist. Der gesamte Bühnenmechanismus besteht aus Holz, für seine Bedienung sind insgesamt 35 Personen erforderlich. Ohne Spielunterbrechung können durch Einschieben von Kulissen neue Schauplätze aus einem Fundus von 17 Bühnenbildern entstehen, wie Säulensaal, Militärlager, Garten, Stadt, Kerker oder Urwald. Original erhalten sind 11 Prospekte, 40 Soffiten und 250 Kulissen sowie 50 Effektmaschinen und über 200 Beleuchtungskörper. Die Konstruktion wird ergänzt durch Wandelgänge, Schnürboden und Unterbühne mit einer kompletten Maschinerie mit verschiebbaren Rahmen, Hubwinden, Rollen, Seilführungen und einer herausschiebbaren Rampe. Auch der Bühnenboden ist noch der ursprüngliche, der verschiebbare und aufklappbaren Platten und vier Versenkungen enthält.

## Weiterführende Informationen
Heute gibt es im Rahmen eines jährlichen Barockfestes im Juni Aufführungen (mit sehr begrenztem Platzangebot).
2014 wurde in den Räumlichkeiten des Schlosstheaters – auf, vor, hinter und unter der Bühne – Christoph Willibald Glucks Azione teatrale Orfeo ed Euridice verfilmt, mit Bejun Mehta als Orfeo und Eva Liebau als Euridice. Mehta hatte auch die wissenschaftliche Beratung übernommen.